# Forum des Halles
Das Forum des Halles (2019 umbenannt in Westfield Forum des Halles) ist ein französisches Einkaufszentrum, das auf dem Gelände der ehemaligen Pariser Markthallen im Quartier des Halles errichtet wurde.
2017 stand das Forum an dritter Stelle der meistbesuchten Einkaufszentren Frankreichs mit 33,9 Millionen Besucher.

## Geschichte
Mitte des 19. Jahrhunderts wurden unter Leitung des Stadtarchitekten Victor Baltard 12 Pavillons auf dem Platz der Halles de Paris errichtet. Ende 1960 wurde der Großmarkt nach rund hundert Jahren nach Rungis am Pariser Stadtrand verlegt und die Anlage von Baltard abgerissen. Übrig blieb ein großes Loch (französisch le trou de Paris), wo früher der sogenannte Bauch von Paris (französisch le ventre de Paris) gewesen war. Schließlich wurde hier das Forum des Halles erbaut und 1979 eingeweiht. Integriert wurde ein Verkehrsknotenpunkt von RER und der Métro. 2010 wurde die gesamte Anlage neu gestaltet; es entstand eine neue Überbauung, la Canopée, eine Konstruktion aus Glas und Metall.

### Ein neues Städtebauprojekt
Die Verlagerung der Markthallen aus der Pariser Innenstadt wurde am 14. März 1960 vom französischen Premierminister Michel Debré beschlossen, um den Großmarkt an die Bedürfnisse des Autoverkehrs anzupassen und die Pariser Rive droite an dieser Stelle neu zu beleben. Das wichtige städtebauliche Projekt umfasste die Schaffung einer zum großen Teil unterirdischen Stadt mit kommerziellen, kulturellen, sportlichen und der Freizeit dienenden Einrichtungen und ihre Anbindung an das sich erneuernde öffentliche Verkehrsnetz der Hauptstadt. In 20 m Tiefe war ein Untergrundbahnhof für das im Aufbau begriffene RER-System geplant.

### Das „Loch“ von Paris
Im Sommer 1971 wurden die alten Markthallen abgerissen und eine Grube ausgehoben, um den Bau der RER-Station Bahnhof Châtelet - Les Halles zu beginnen. Der Pariser Volksmund fand schnell einen Namen für die große Baugrube: „le trou de Paris“.
Die Baugrube wurde als Kulisse für mehrere Filme genutzt:
- Verfilmung der Abenteuer von Buffalo Bill, George Armstrong Custer und die Indien-Saga Berühre nicht die weiße Frau mit den Schauspielern Marcello Mastroianni und Philippe Noiret
- Abgetaucht (1974)
- Der Mieter von Roman Polanski (1976).

### Das Forum für Wirtschaft und Freizeit
1972 wurde die Société d’Économie Mixte d’Aménagement des Halles (SEMAH) unter der technischen Leitung von Bernard Pilon mit dem Ziel gegründet, die Renovierungsarbeiten voranzubringen. Die SEMAH entwarf zusammen mit der Firma Espace Expansion und der Hilfe der Architekten Claude Vasconi und Georges Pencreac’h die Gestaltung des Forum. Die Architektur des Forum Central wird durch den freien Raum zwischen der RER-Station und der Oberfläche sowie durch die Einhaltung eines festen Strukturrasters von 11,313 m × 16,000 m bestimmt.
Die Einweihung fand am 4. September 1979 in Anwesenheit des Pariser Bürgermeisters, Jacques Chirac, statt. 190 Firmen, verteilt auf vier Ebenen, bezogen Geschäftslokale auf 43 000 m². Die Gesamtheit dieses ersten Bauabschnitts umfasste 70 000 m², zu denen noch eine Parkebene von 50 000 m² hinzuzurechnen war.

### Sanierung desForum
30 Jahre nach der Eröffnung hatte das Forum seinen Glanz verloren: Drogenhandel, Unsicherheit, Bausünden und mehr lasteten auf ihm. 2002 beschloss die Stadt Paris, das Hallenviertel zu sanieren, und startete eine öffentliche Befragung.
Bei der Ausschreibung von 2004 kamen vier Vorschläge in die engere Auswahl:
- Der Entwurf von Rem Koolhaas sah vor, die Hallen zu einem „spektakulären Ort“ zu machen: Ein Feld von Metalltürmen aus Glas „wie Parfumflaschen“, die die Erinnerung an die alten Markthallen wecken sollten. Einige dieser Türme, in denen Büros oder Institutionen untergebracht worden wären, sollten bis auf die unteren Ebenen des Forums reichen.
- Der Entwurf von David Mangin, der schließlich nach dem Wettbewerb ausgewählt wurde, sah den Bau eines 9 Meter hohen und 145 Meter breiten Quadrats vor, der von einem mit patiniertem Kupfer gedeckten, verglasten oder durchbrochenen Kastendach gekrönt wird.
- Der Entwurf von Winy Maas zielte darauf ab, durch „Kirchenfenster“ Licht in die unterirdischen Räume zu bringen. Die Räume würden dann „so weit wie möglich geöffnet, indem man den Boden durch transparente oder durchscheinende Platten ersetzt, von denen man auf die Welt darunter blicken kann“. Nach diesem Entwurf sollten der Zwischenraum und die RER-Bahnsteige durch eine echte, von der Oberfläche ausgehöhlte „Kathedrale“ beleuchtet werden, die zudem eine gute Sicht bietet.
- Der Entwurf von Jean Nouvel sah Gärten auf allen Ebenen mit einer Gesamtfläche von 7 Hektar vor, insbesondere auf dem Dach einer Haupthalle, die an Stelle der Dachkonstruktionen des damaligen Forums treten sollte. „Ein traumhafter Garten, über den Dächern von Paris“, so der Architekt, von dem aus man mit den anderen Monumenten von Paris „in Dialog treten“ kann. Weitere Hallen sollten in der Umgebung gebaut werden: Markthalle, Kinderhalle, Kunsthalle …

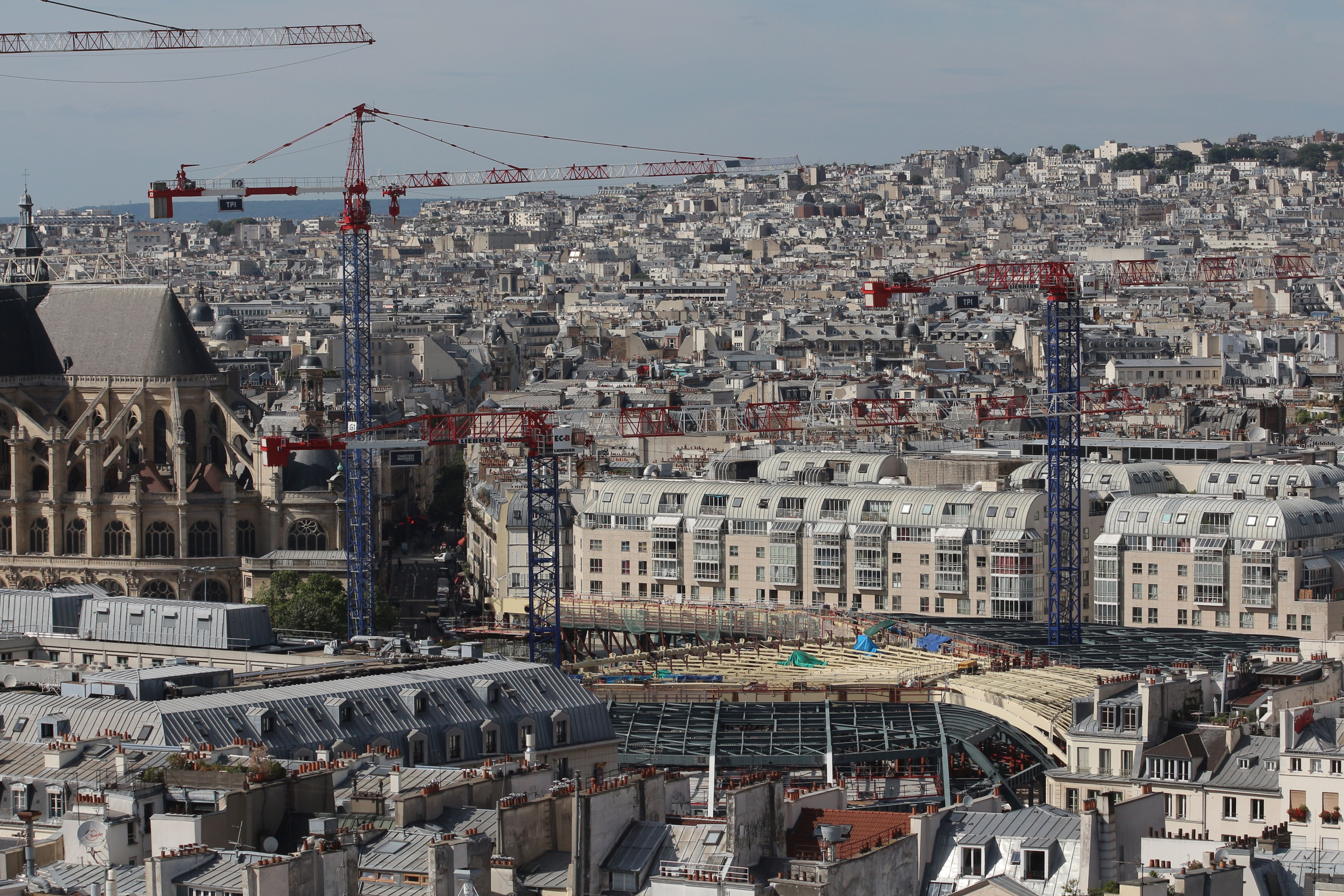
Die Baustelle des Canopée vom Tour Saint-Jacques aus gesehen

Schließlich wurde der Entwurf von David Mangin mit einigen Änderungen angenommen. So sah das Projekt von 2004 vor, die Schienen von der Eingangshalle aus sichtbar zu machen. David Mangin schlug einen großen Lichtschacht vor, der von einem Glasquadrat beleuchtet werden sollte und durch den eine Treppe bis zur Ebene −3 über der RER-Halle führt. Der Boden des Umsteigebereichs selbst sollte in der Mitte geöffnet werden, wobei die Bahnsteige von einem Balkon und einer zentralen Fußgängerbrücke aus zu sehen waren. Dieser Lichtschacht wurde schließlich von den Anliegern abgelehnt. Außerdem wird der obere Teil der Halles (Willerval-Pavillons) durch ein gebogenes, pflanzeninspiriertes Gebäude, La Canopée, ersetzt – ein Begriff, der gewöhnlich zur Bezeichnung des oberen Teils der Wälder verwendet wird, die in direktem Kontakt mit der freien Atmosphäre und den Sonnenstrahlen stehen. Dieses (Canopée-)Vordach unterscheidet sich von dem Gebäude, das 2004 im Rahmen des Wettbewerbs für das „carreau des Halles“ geplant war. Somit wurde es 2007 Gegenstand eines internationalen Wettbewerbs, der von den Architekten Patrick Berger und Jacques Anziutti einstimmig gewonnen wurde.
Die Pariser Stadtverwaltung beschloss unter ihrem Bürgermeister Bertrand Delanoë eine vollständige Renovierung des Viertels: Die Arbeiten sollten sechs Jahre dauern und 760 Millionen Euro kosten. Bis Ende 2010 beliefen sich die Kosten der Renovierung auf insgesamt 802 Millionen Euro, und das Projekt gab Anlass zu viel Kritik, vor allem wegen der Abgabenbelastung der Mieter, die ein Drittel der Kosten (238 Mil. €) beisteuerten.
Der neue Eingangsbereich (La Canopée) ist eine Konstruktion aus Glas und Stahl und wurde von den Firmen Castel et Fromaget, Viry und Barbot et ACML (Unternehmensgruppe Fayat) ausgeführt. Das Bauwerk erreicht eine Höhe von 14 m, bedeckt den Haupteingang und bietet Platz für Kulturzentrum, eine Mediathek (Médiathèque de la Canopée) und ein Haus für Amateurkünstler. Es wurde am 5. April 2016 eröffnet. Hierfür wurden der Pavillon Willerval von 1980 abgebaut und andere Einrichtung an andere Stelle gebracht (zum Beispiel die Marmorskulptur Pyegemalion des Argentiniers Julio Silva). Das Schwimmbad Piscine Suzanne-Berlioux wurde schon im September 2012 geschlossen. Die Kosten des Canopée wurden auf 216 Mil. € geschätzt, 27 % der gesamten Renovierung. Das neue Forum und das Canopée öffnen sich nach Westen auf den Jardin Nelson-Mandela mit seinem Kinderspielplatz. Ein Legoladen hat unter dem Canopée eröffnet.
Am 13. September 2019 wurde das Forum des Halles entsprechend dem Wunsch des Eigentümers (Unibail-Rodamco-Westfield) in Westfield Forum des Halles umbenannt.

## Galerie

### Ehemaliges Forum

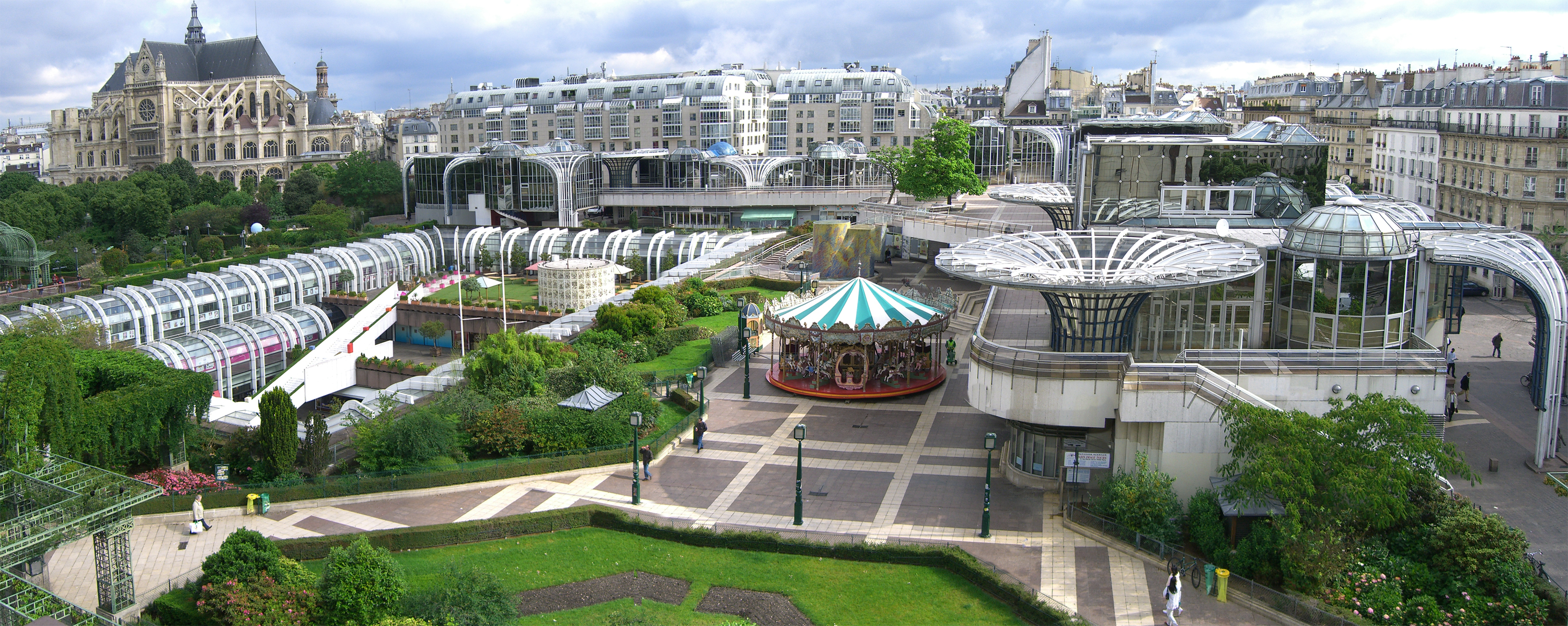
Forum des Halles, 2007
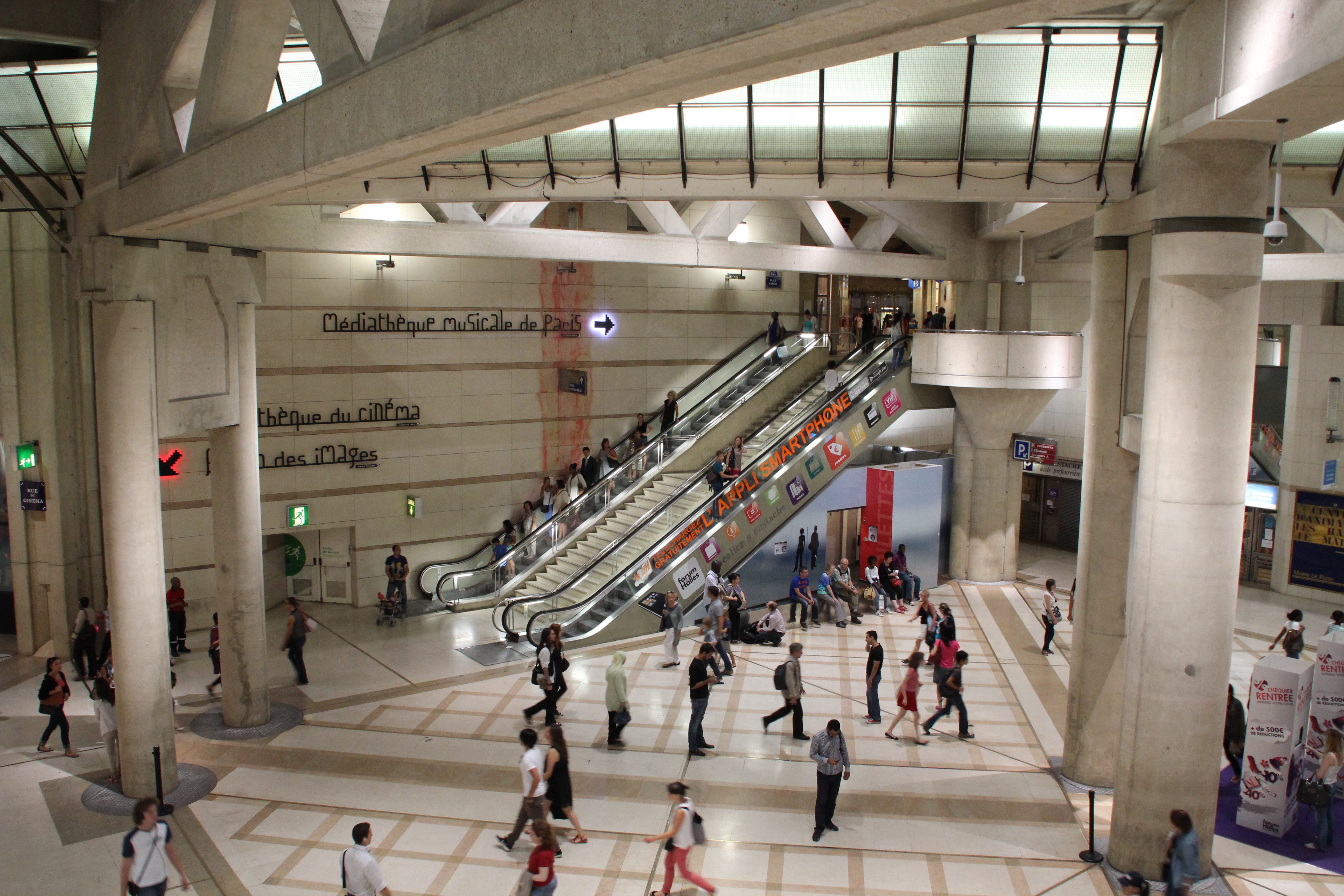
Place Carrée, 2012.
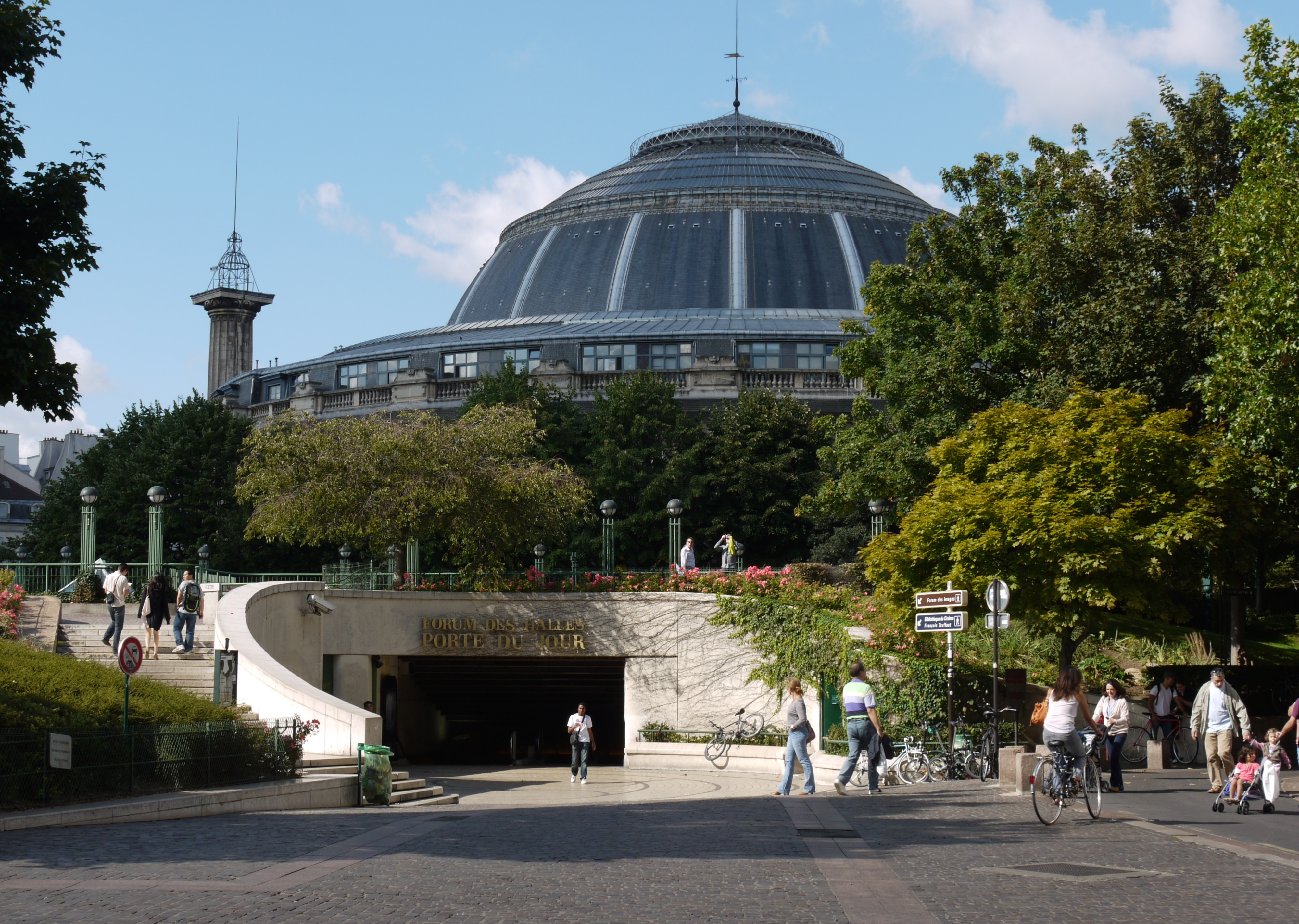
Der Eingang (Porte du Jour) zum Forum des Halles mit der Pariser Börse und der Colonne Médicis im Hintergrund.

### Erneuerungsarbeiten von 2011–2016

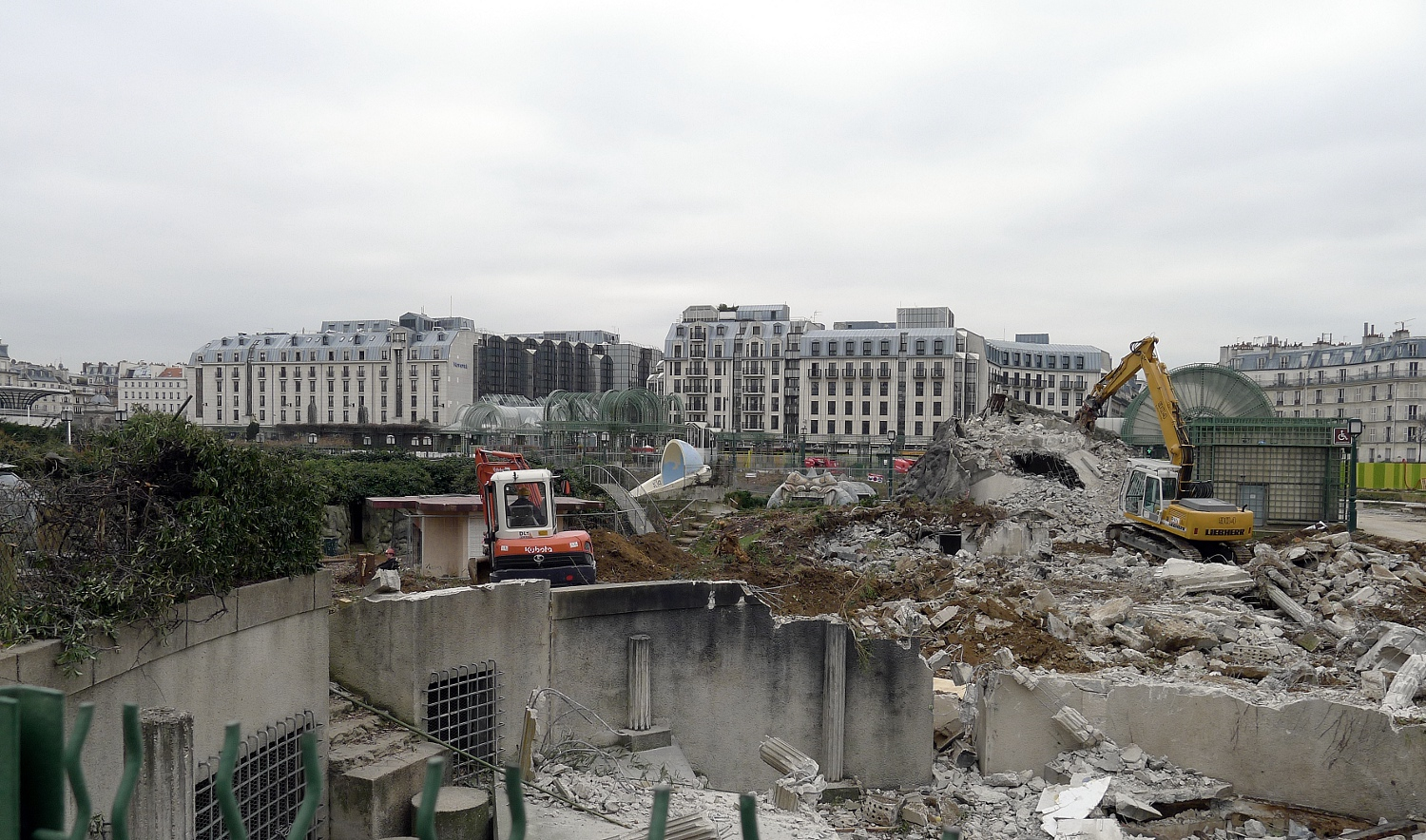
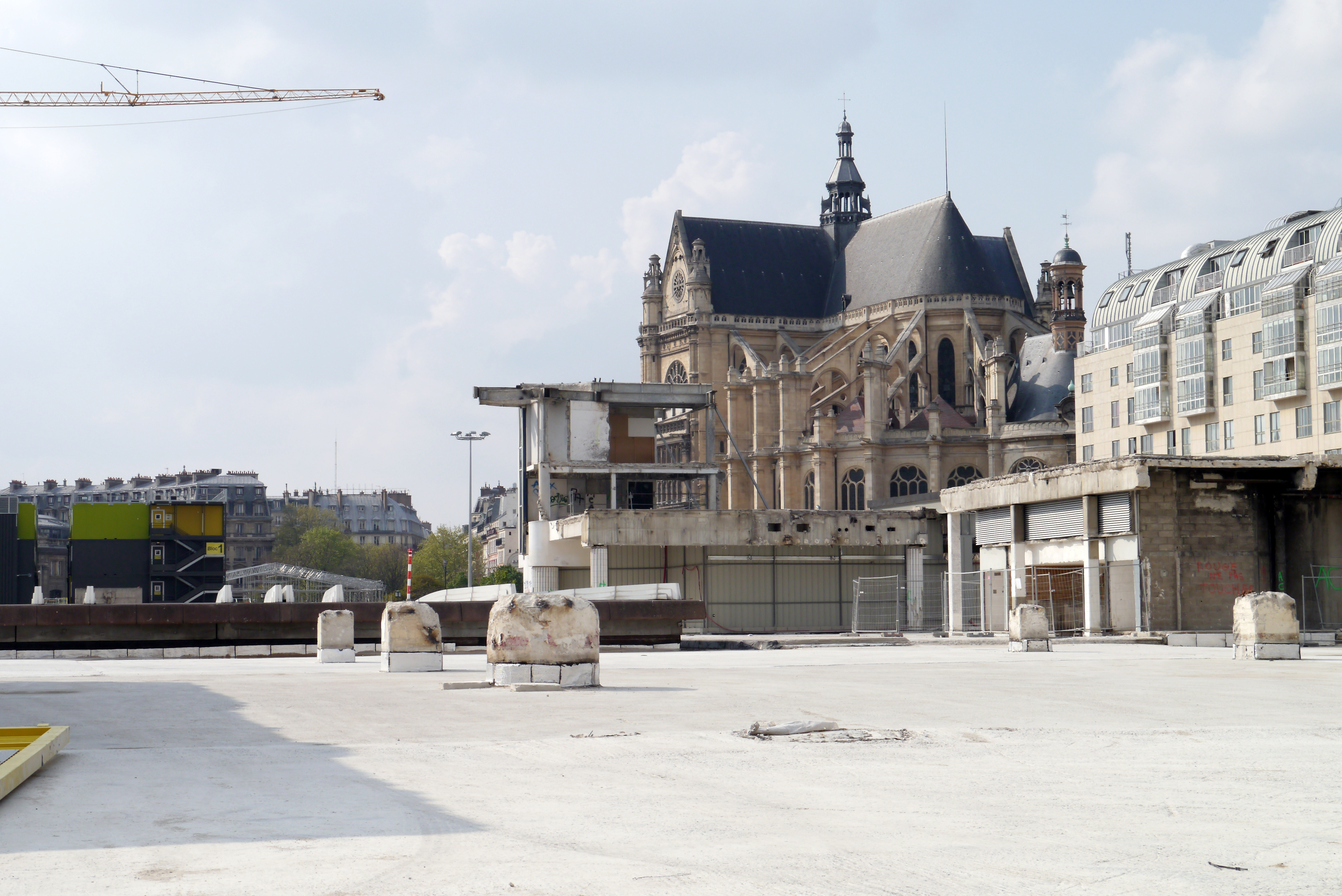
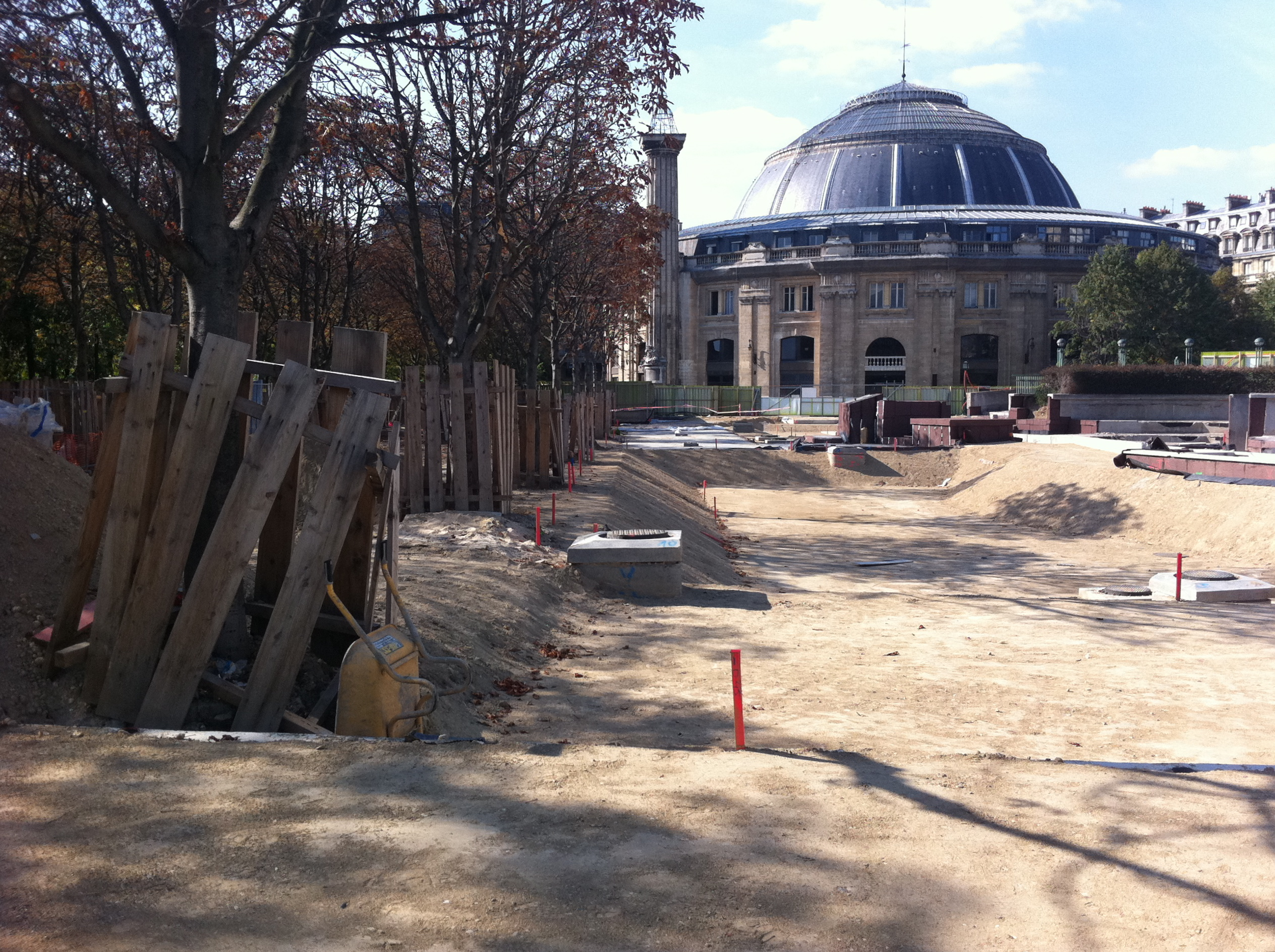
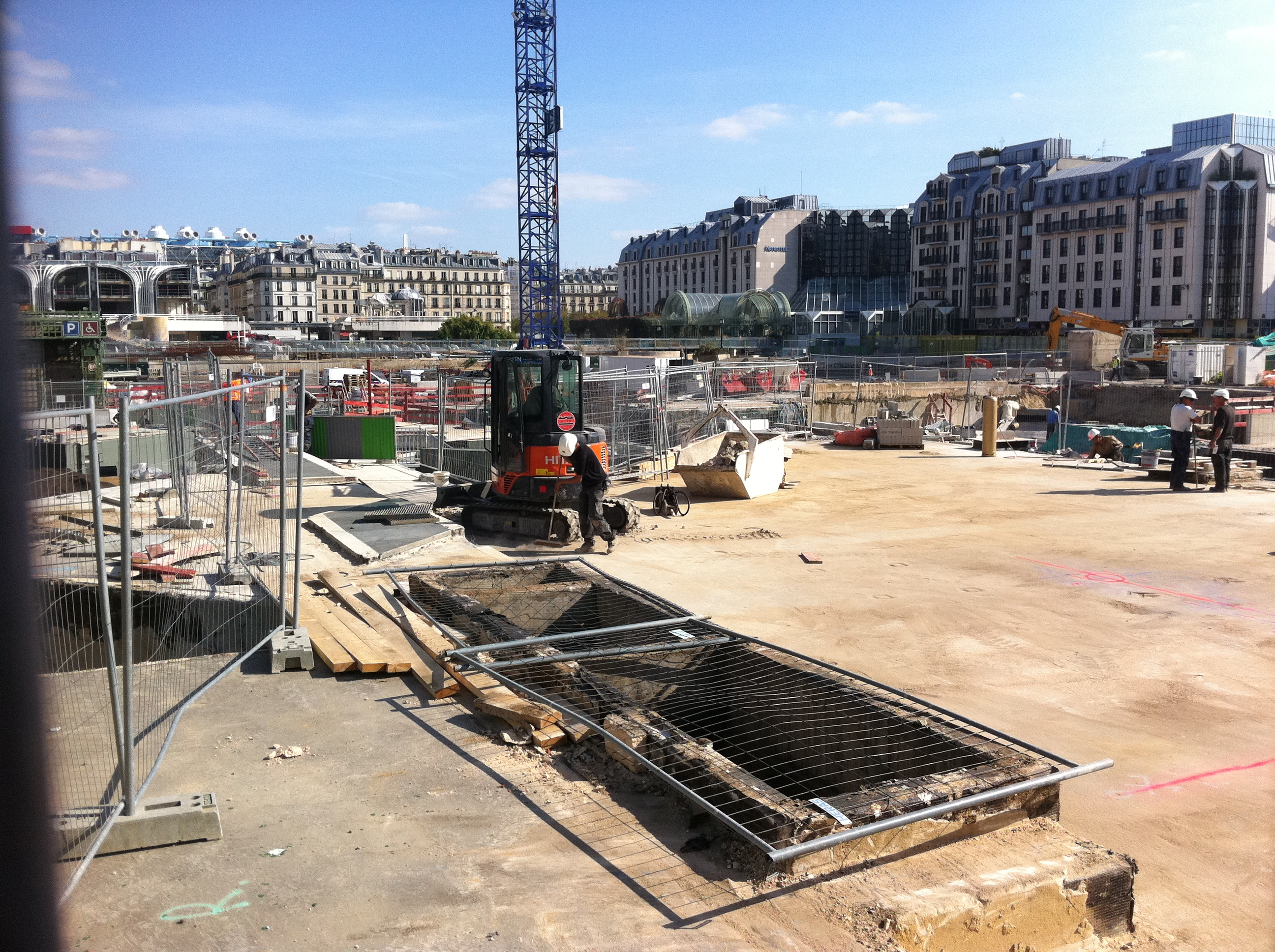
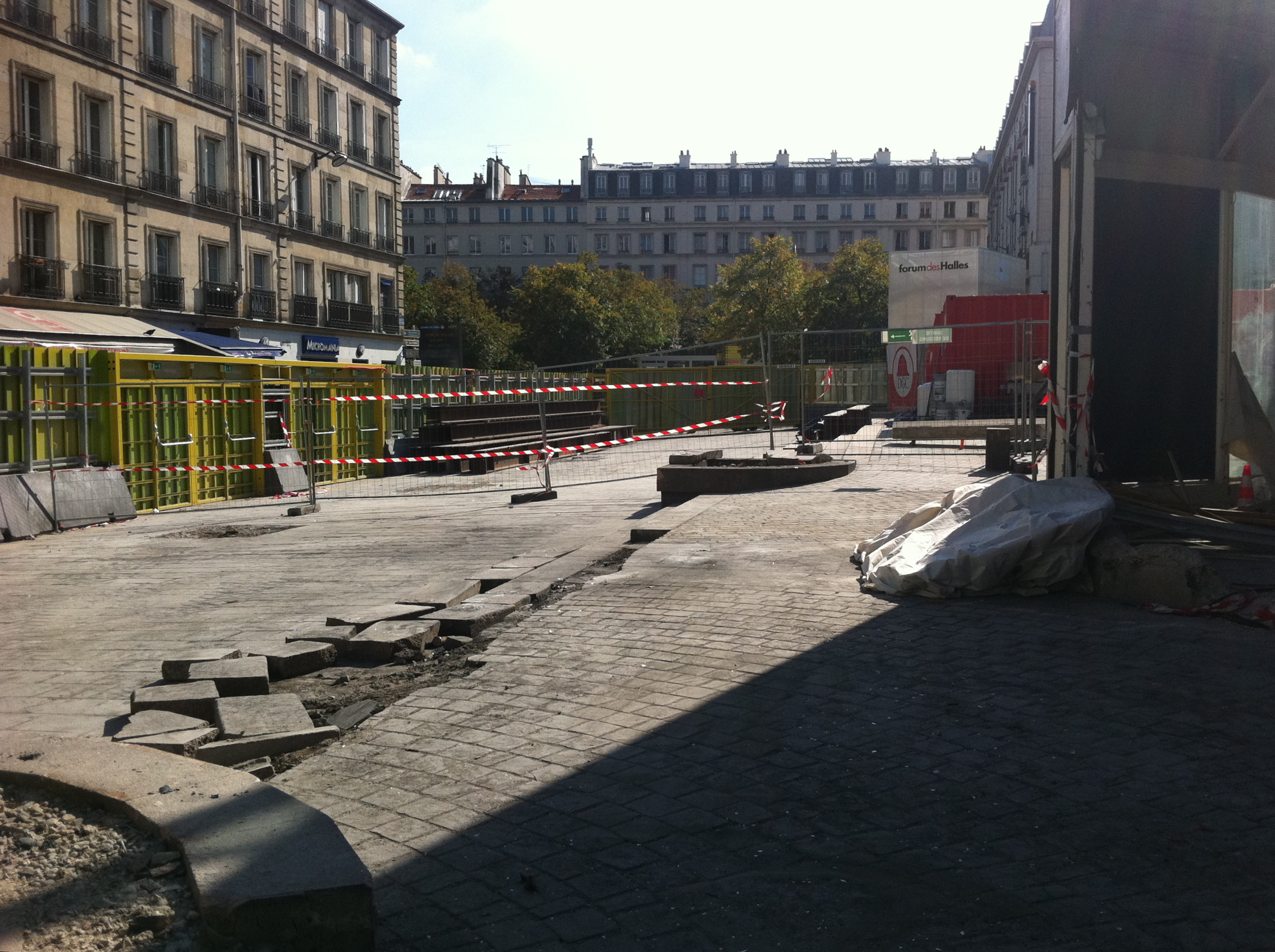
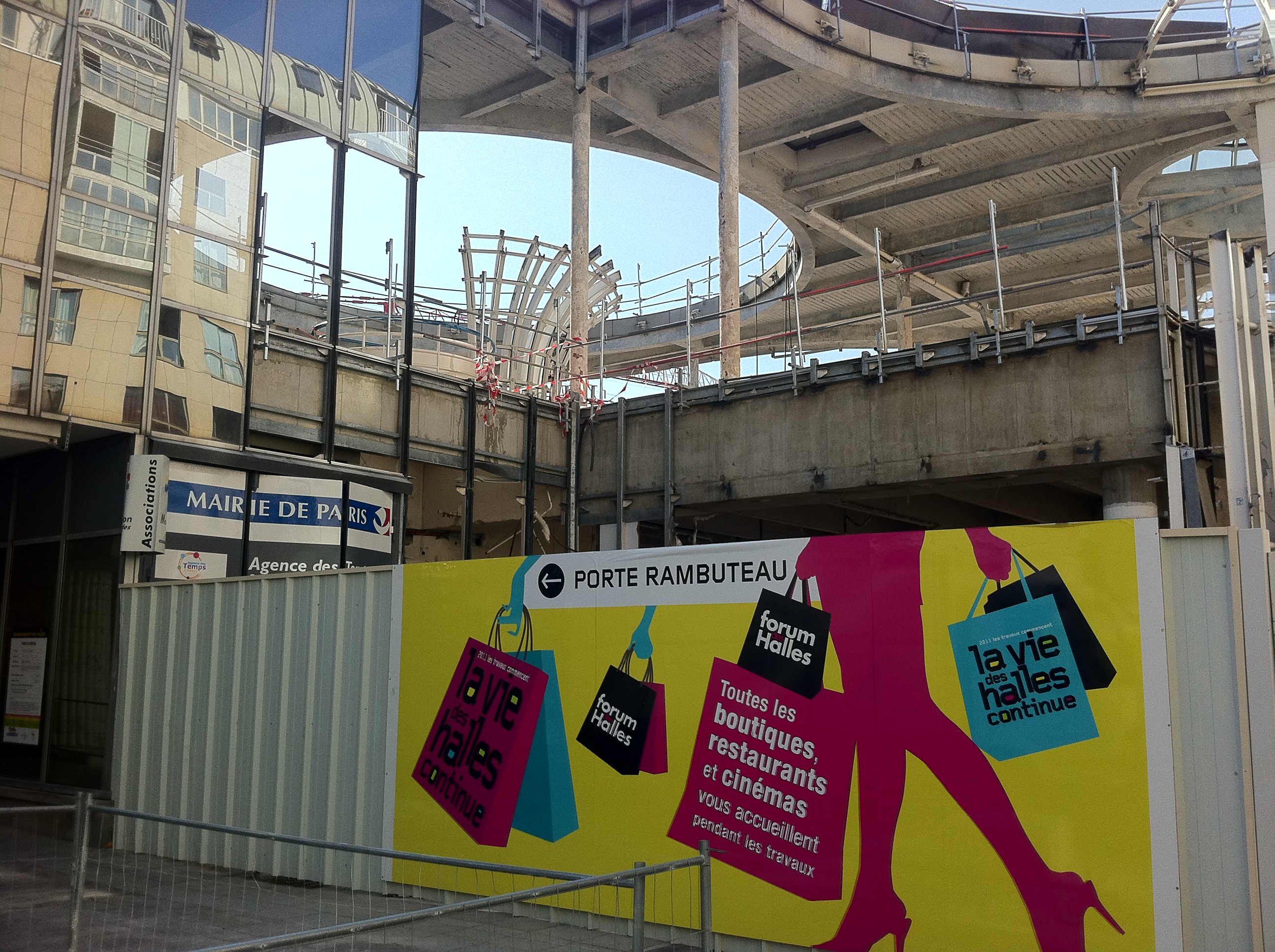
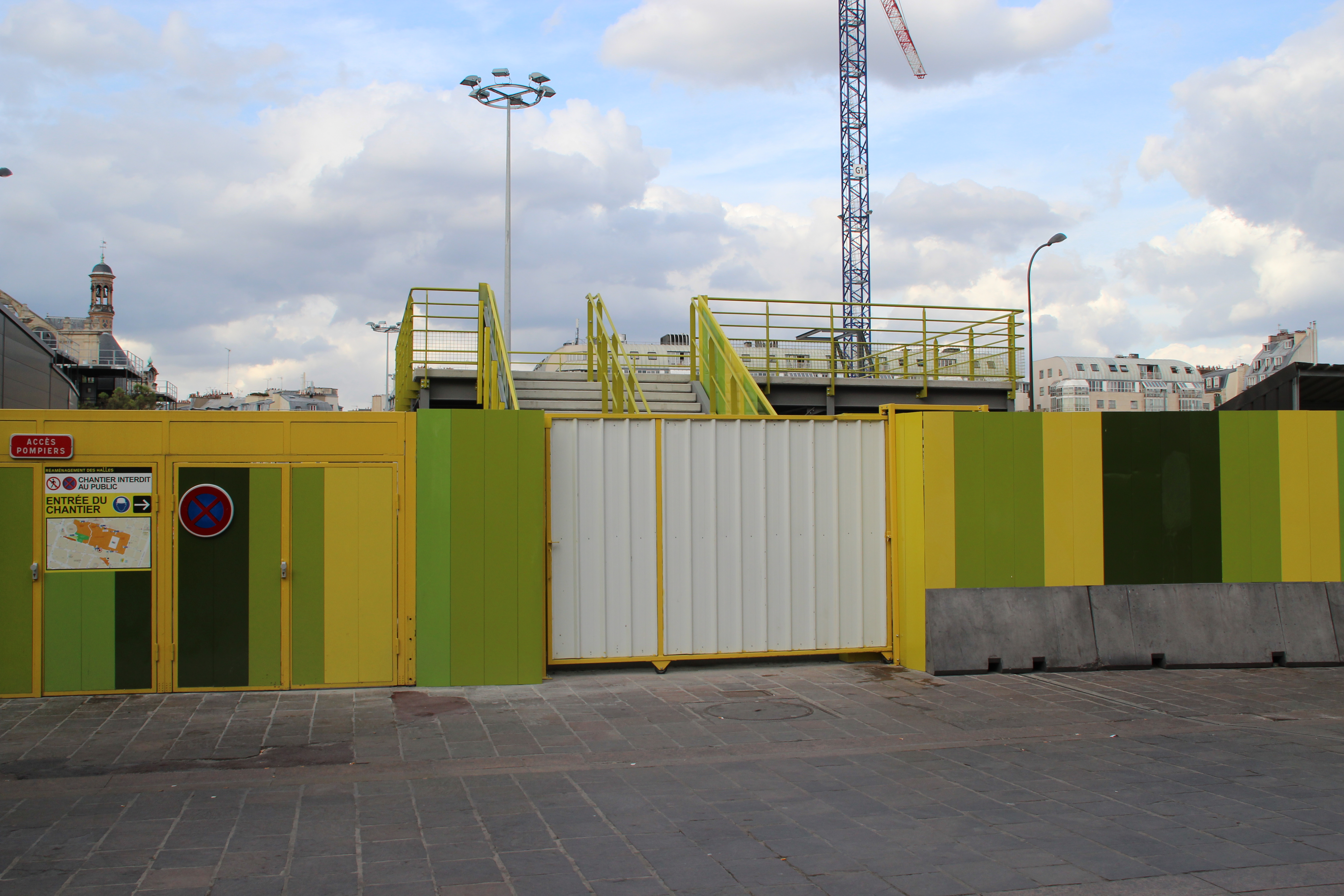
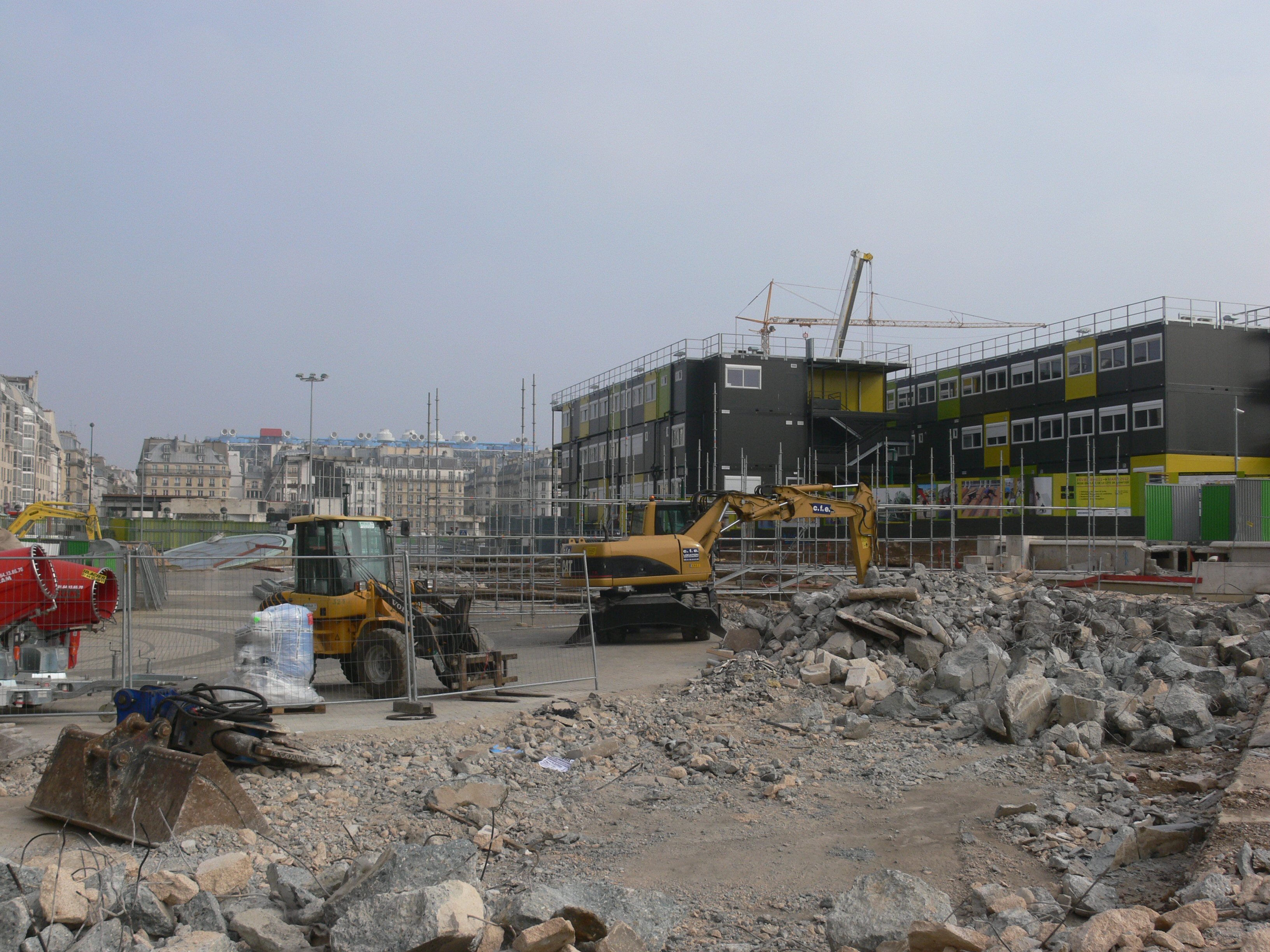

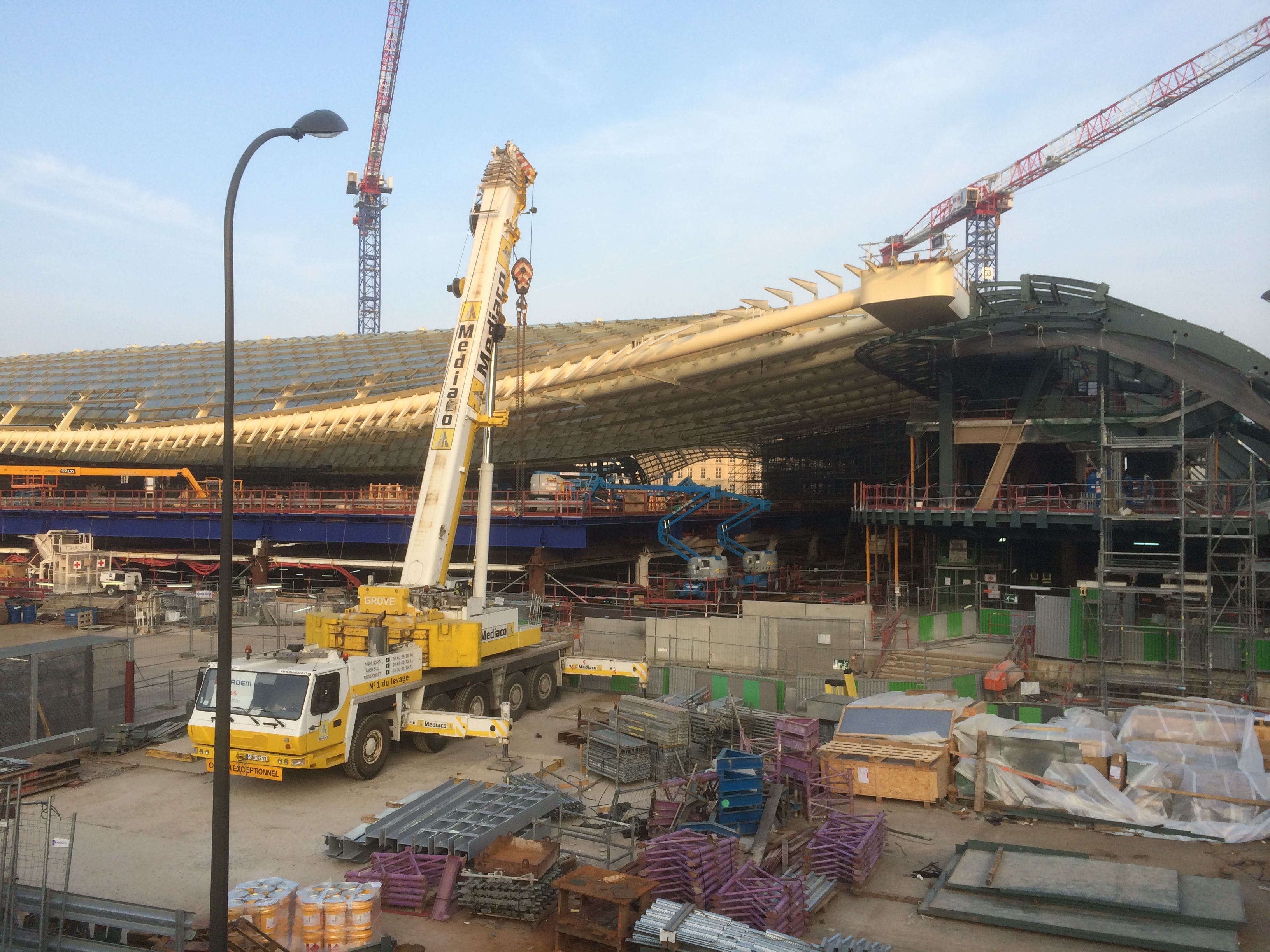
März 2014
März 2015
April 2016

## Wege zum Forum
Der Zugang ist öffentlich, sowohl oberirdisch als auch unterirdisch (von den Bahnsteigen und Parkplätzen).
- Balcon Saint-Eustache
- Grand Balcon
- Passage de la Réale
- Passage des Verrières
- Patio-place Pina-Bausch
- Place Basse
- Place Carrée
- Place de la Rotonde
- Porte Berger
- Porte Lescot
- Porte du Jour
- Porte du Louvre
- Porte du Pont-Neuf
- Porte Rambuteau
- Porte Saint-Eustache
- Rue de l’Arc-en-Ciel
- Rue Basse
- Rue des Bons-Vivants
- Rue de la Boucle
- Rue Brève
- Rue du Cinéma (ehemals Grande-Galerie)
- Rue de l’Équerre-d’Argent
- Rue de l’Oculus
- Rue de l’Orient-Express
- Rue des Piliers
- Rue Poquelin
- Rue Pirouette
- Terrasse Lautréamont